# Tempête Per
Pour les articles homonymes, voir Tempête (homonymie).
Per est le nom donné par l'institut météorologique norvégien à une tempête hivernale qui s'est abattue sur le Sud des pays scandinaves au matin du 14 janvier 2007. 
Danemark, Suède et Norvège figurent parmi les pays les plus touchés par des vents tempétueux dépassant localement les 150 km/h.
En Suède, six personnes ont perdu la vie des suites de ces intempéries.

## Résumé des intempéries
Quelques heures avant l'arrivée de la tempête, les services météorologique suédois émettent un premier bulletin d'alerte pour les régions occidentales de la Suède, ainsi que pour la province de Scanie. Les services météorologiques danois et norvégiens émettent un bulletin similaire pour leurs provinces les plus exposées. 
Peu avant d'atteindre le littoral norvégien, la pression au cœur de la dépression atteint 965 hectopascals. Les premières bourrasques atteignent la Norvège dans la nuit du 13 au 14 janvier 2006, dépassant les 120 km/h. La tempête se décale ensuite progressivement vers l'Est, provoquant de nombreux dégâts en Suède, où 300 000 foyers sont privés d'électricité. Dans les villes de Göteborg ou de Malmö, toitures arrachées et mobilier urbain endommagé témoignent de la violence du phénomène.
Dans la matinée du 14 janvier les autorités locales ordonnent la fermeture du pont de l'Øresund reliant la Suède et le Danemark. La circulation des trains et le trafic aérien sont fortement perturbés.
La Finlande, relativement épargnée par la tempête, est cependant victime de fortes précipitations causant des inondations dans le sud du pays.

## Bilan humain
Six personnes perdent la vie dans ces intempéries :
- Un sexagénaire décède après qu'un arbre s'est écrasé sur sa voiture dans le comté de Jönköping[2].

- Un enfant de 9 ans est écrasé par un arbre à Motala, une ville de la province d'Östergötland.

- Un conducteur routier de 24 ans perd la vie dans un accident de la circulation causé par des chutes d'arbres à Ullared.

- Un homme de 61 ans périt dans un accident causé par la tempête dans le port de Malmö.

- Deux employés chargés de répertorier les dégâts de la tempête décèdent à leur tour le 15 janvier.